# مديرية الحاسوب وتكنولوجيا المعلومات (الجيش الإسرائيلي)
مديرية الحاسوب وتكنولوجيا المعلومات الاسرائيلية ((بالعبرية: אגף התקשוב וההגנה בסביבת רשת‏) ، أجاف ها-تيكشوف فيهاهاجينا بيسفيفات ريشيت) هي إحدى هيئات الجيش الإسرائيلي مهمتها تتبع الاتصالات والنقل اللاسلكي والحوسبة والقيادة والسيطرة على المعلومات العسكرية والاستخباراتية في الجيش الإسرائيلي. تم إنشاء المديرية في 3 مارس 2003، على أساس بعض الوظائف التي كانت في السابق تحت مسئولية فيلق المعالجة عن بعد. المديرية مسؤولة أيضاً عن الدفاع الإلكتروني في الجيش، وهي حقيقة أدت إلى تغيير اسم المديرية إلى «مديرية الكمبيوتر وتكنولوجيا المعلومات» في مايو 2017، رئيس المديرية الحالي هو الألوف ليور كرملي.

## الوحدات
تضم مديرية الحاسوب وتكنولوجيا المعلومات 4 وحدات ألوية رئيسية: فيلق المعالجة عن بعد ولواء التشغيل (بالعبرية: חטיבת ההפעלה‏)، الذي يتعامل مع الاتصالات التشغيلية والحرب الإلكترونية، والدفاع السيبراني الفضاء (بالعبرية: חטיבת ההגנה בסייבר‏)، وهو المسؤول عن الاتصالات السلكية واللاسلكية من شبكات الجيش الإسرائيلي الداخلية،  ولوتيم ((بالعبرية: לוט"ם‏) اختصار لوحدة الاتصالات وتقنية المعلومات)، ويضم لوتيم الوحدات التالية:
- مامرام (ממר"ם) - مركز الحاسبات ونظم المعلومات - المسؤول عن إدارة البرنامج العسكري والبنية التحتية الحاسوبية.
- هوشين (חושן) - المسؤول عن تشغيل أنظمة الاتصالات للجيش.
- ماتسوف (מצו"ב) - مركز التشفير وأمن المعلومات - مركز أمن المعلومات الوطنية الإسرائيلي. يشرف على تطوير أنظمة الأمن السيبراني والفضائي للوحدات في الجيش الإسرائيلي ووزارة الدفاع الإسرائيلية والشركاء الاستراتيجيين الآخرين. الوحدة مسؤولة أيضًا عن حماية البيانات العسكرية الرقمية واستراتيجية أمن المعلومات.
- ماعوف (מעו"ף) - النظم والمشاريع - مسؤولة عن أنظمة الاتصالات السلكية واللاسلكية التخطيط والهندسة.
- متسبين (מצפ"ן) - النظم العسكرية للقيادة والتحكم وإدارة الخدمات اللوجستية والموارد البشرية. أكبر شركة برمجيات بالجيش ويتكون من توحيد وحدتي ليشيم (לשם) وشوهام (שהם).

## القادة
- الوف يتسحاق هاريل (30 مارس 2003 - 20 ديسمبر 2003)
- ألوف أودي شاني (21 ديسمبر 2003 - 12 نوفمبر 2006)
- ألوف أمي شافران (13 نوفمبر 2006 - 24 أكتوبر 2011)
- ألوف أوزي موسكوفيتش (24 أكتوبر 2011 - 28 مارس 2016)
- ألوف نداف بادان (13 يونيو 2016 - 4 فبراير، 2018)
- ألوف ليور كرملي (4 فبراير 2018 - حاليًا)